# 南山の戦い

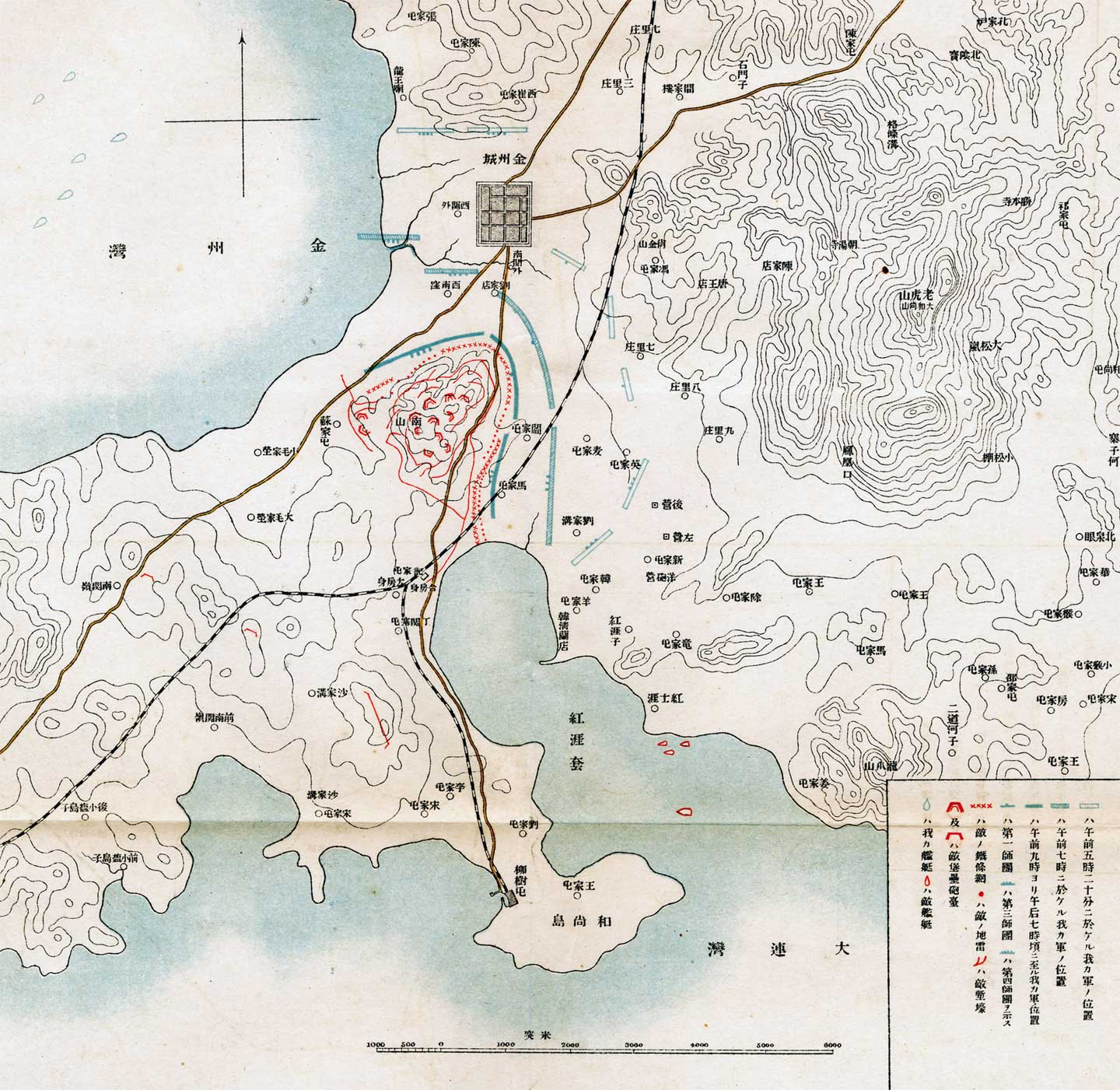
当時の地図

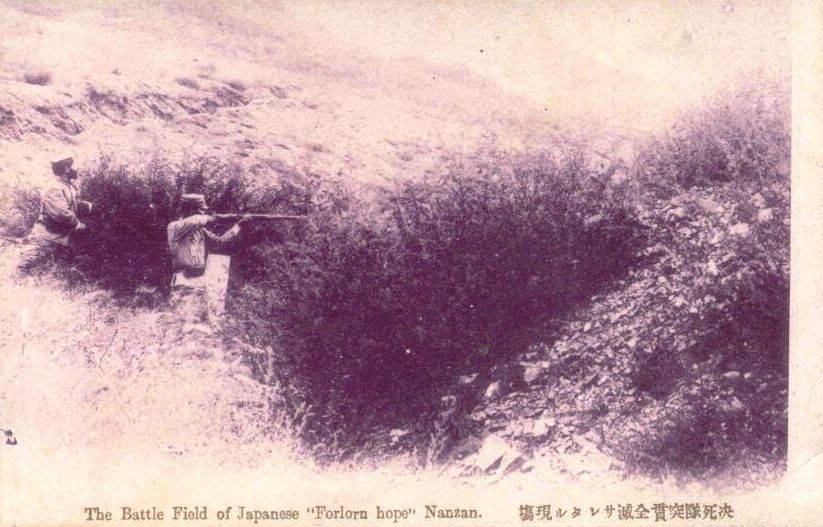
南山の戦いの絵葉書

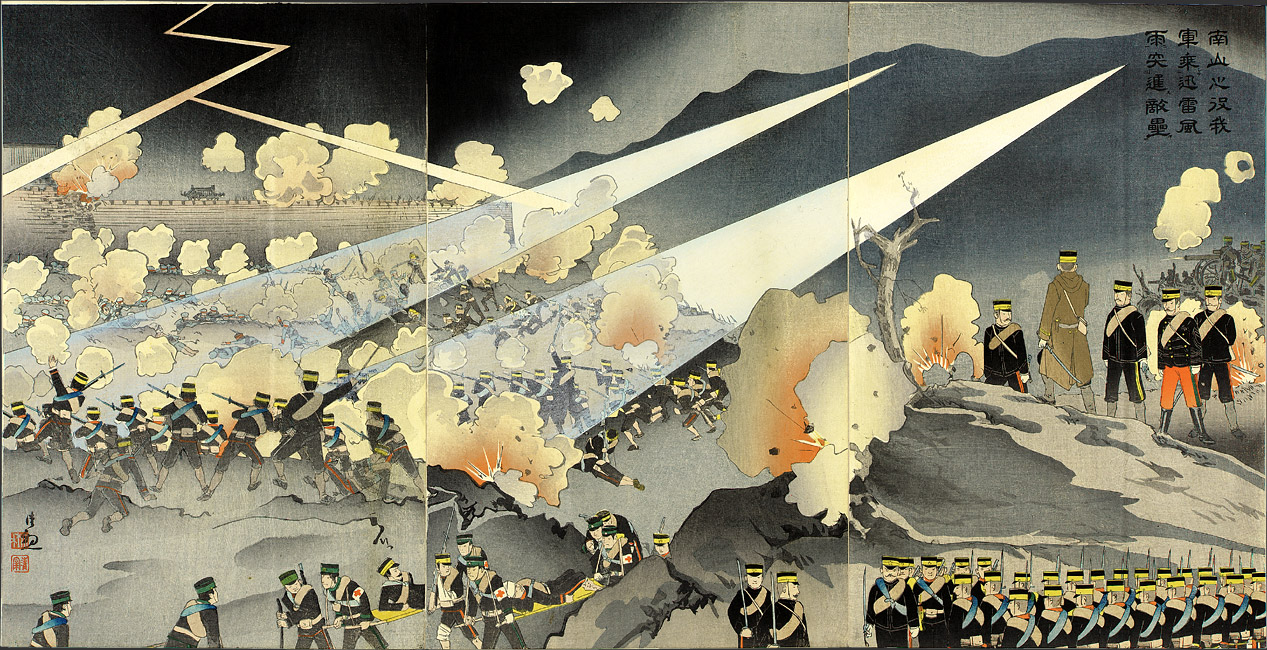
「南山之役我軍乗迅雷風雨突進敵壘」小林清親画（1904年4月）

南山の戦い（なんざんのたたかい、ナンシャンのたたかい）は、遼東半島・金州城の南近郊の南山と呼ばれる所で1904年に行われた、ロシア陸軍と日本陸海軍の戦い。ロシア軍は機関銃などを装備し、南山はある程度要塞化されていたため、半ば塹壕戦、攻城戦となった。南山は日本陸軍第二軍が1日で陥落させたものの、敵に倍する兵士を擁していたにもかかわらず総兵力の10％を超える兵員を失ってしまった。

## 概要
鴨緑江会戦の後、第二軍は本国より海路を使って遼東半島（大連の西方、塩大澳から上陸）に兵を進めた。目的は大連（当時はダルニー、現在の中山区周辺）まで占領し旅順要塞を陸路からも孤立させてしまうことである。ロシアの旅順要塞駐屯部隊の一部が突出し大連への隘路となっている南山に野戦砲114門と機関銃を据え付け、塹壕と鉄条網、地雷を備えた近代的陣地を構築した。日本陸軍がこのような近代的な陣地に攻撃をしかけるのはこれが初めてであったが、中国人から得た情報により、要塞の構造は把握していた。
5月25日に第四師団による攻撃が金州城に対して開始されたが、失敗に終る。 第一師団からの増援2個大隊を加えた三回目の攻撃によって金州の攻略が完了した。その後26日になって南山に対して攻撃が加えられた。金州湾からの砲艦の艦砲射撃が攻撃を援護したものの、第二軍は凄まじい損害を受けた。また砲艦鳥海が反撃を受け艦長の林三子雄大佐が戦死している。しかしながら粘り強い日本の攻撃により砲弾の尽きたロシア軍は撤退を開始。第二軍は南山を占領して一応の勝利を収めた。
第二軍は大連まで占領し弾薬の補給を受けて、旅順要塞ロシア駐屯部隊の抑えとして第1師団を残して満州へ向かった。撤退したロシア軍は若干の抵抗をしながらも旅順へ撤退し、後に第三軍と対峙することとなった。第三軍の司令官乃木希典も、第二軍に所属していた長男・勝典をこの戦いで失っている。

## 現在の南山
南山の山頂部は1993年、「南山日俄戦争遺址」として大連市級文物保護単位に指定され、「南山戦蹟碑」址や「金州城外斜陽に立つ」詩碑址が残っている。

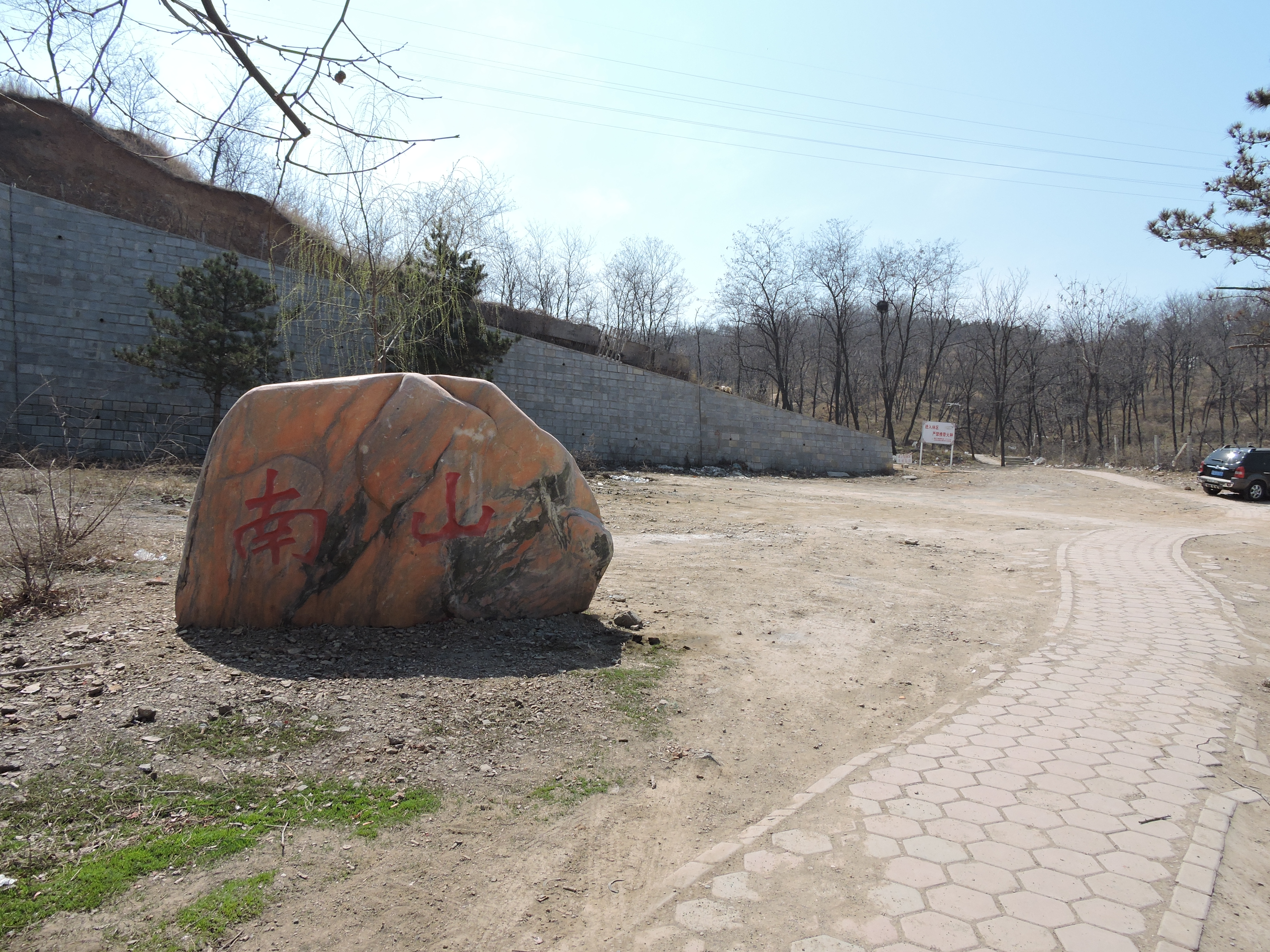
南山の登り口。
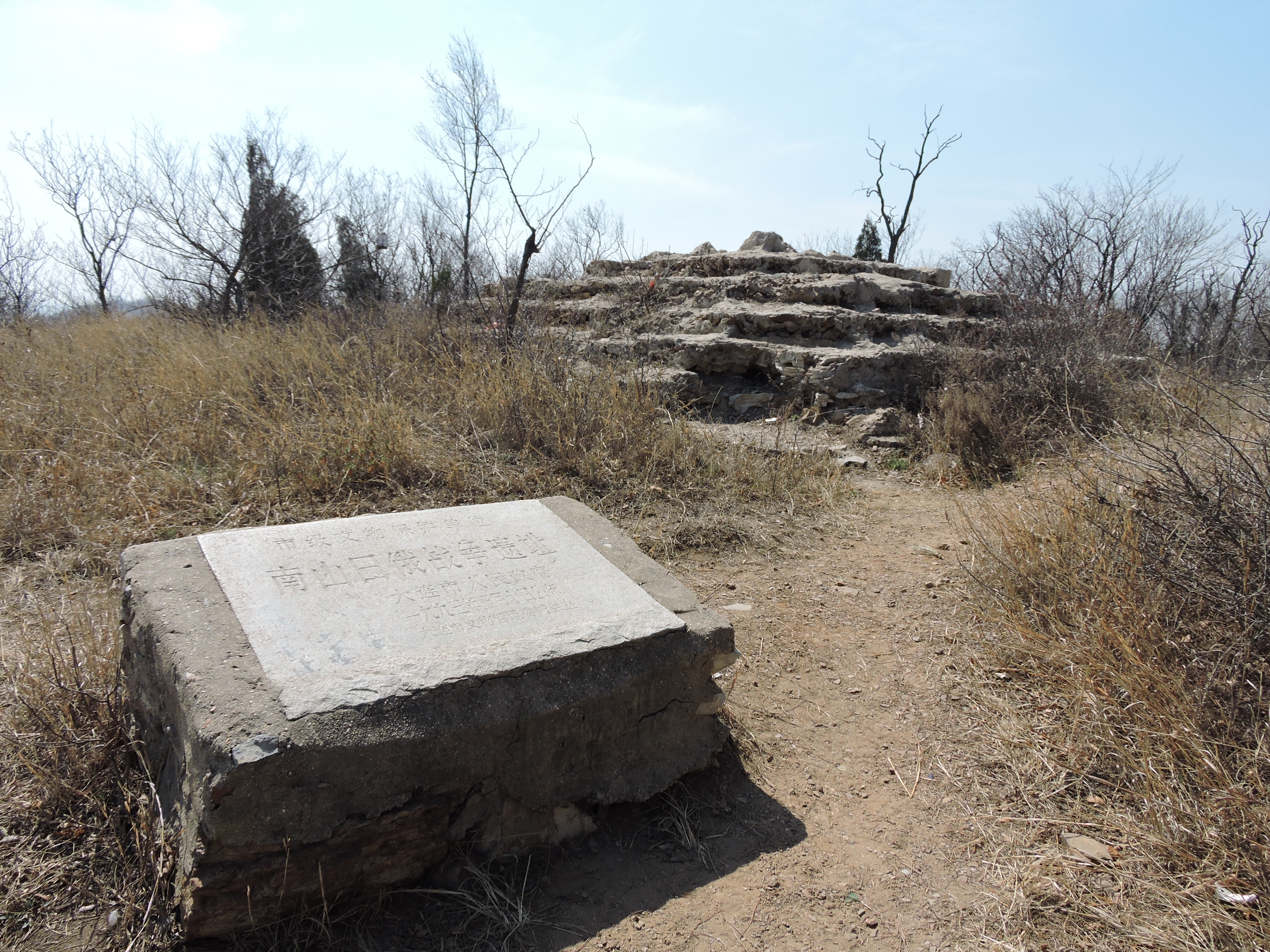
「南山戦蹟碑」の台石。
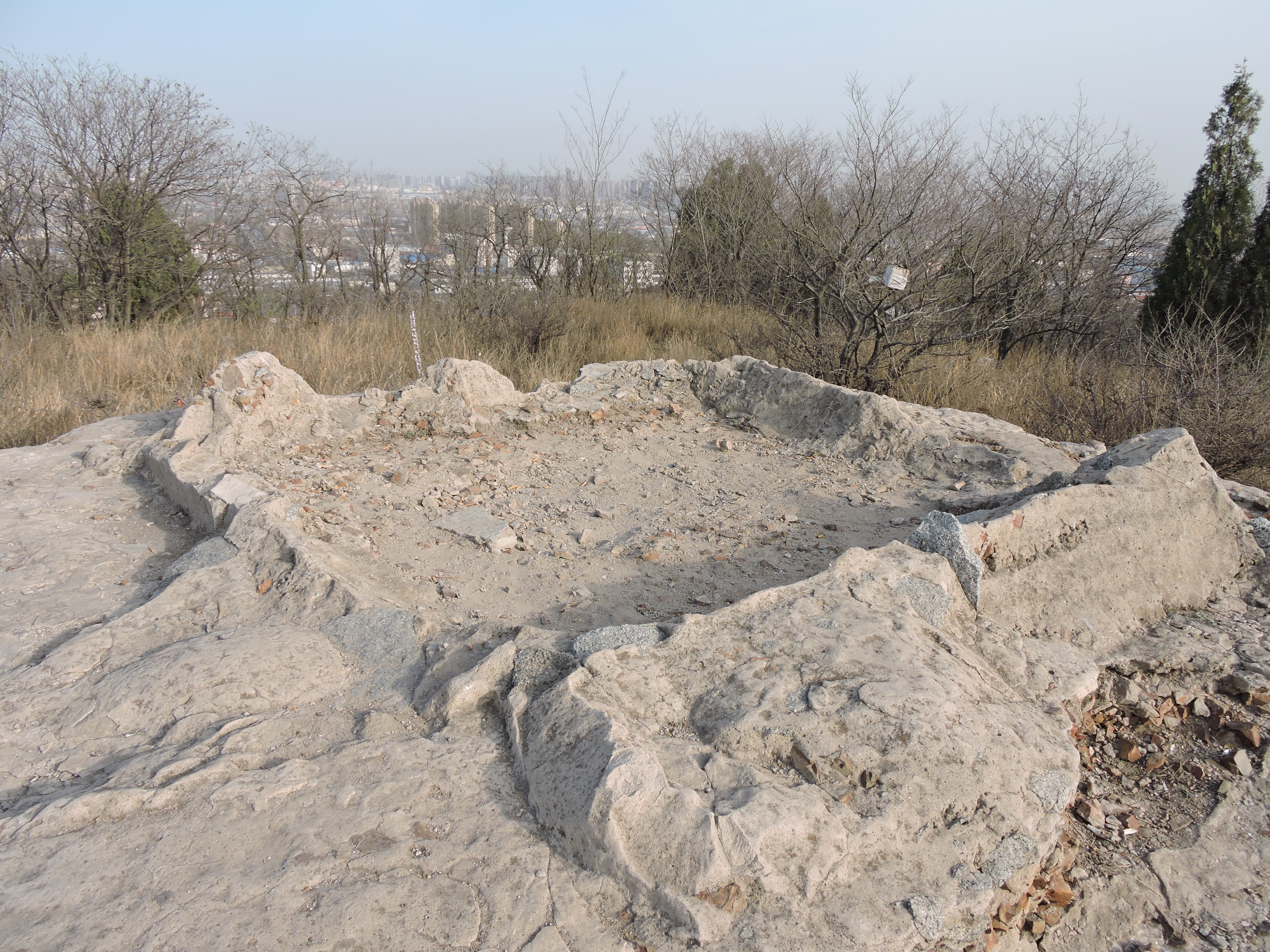
「南山戦蹟碑」の台石。
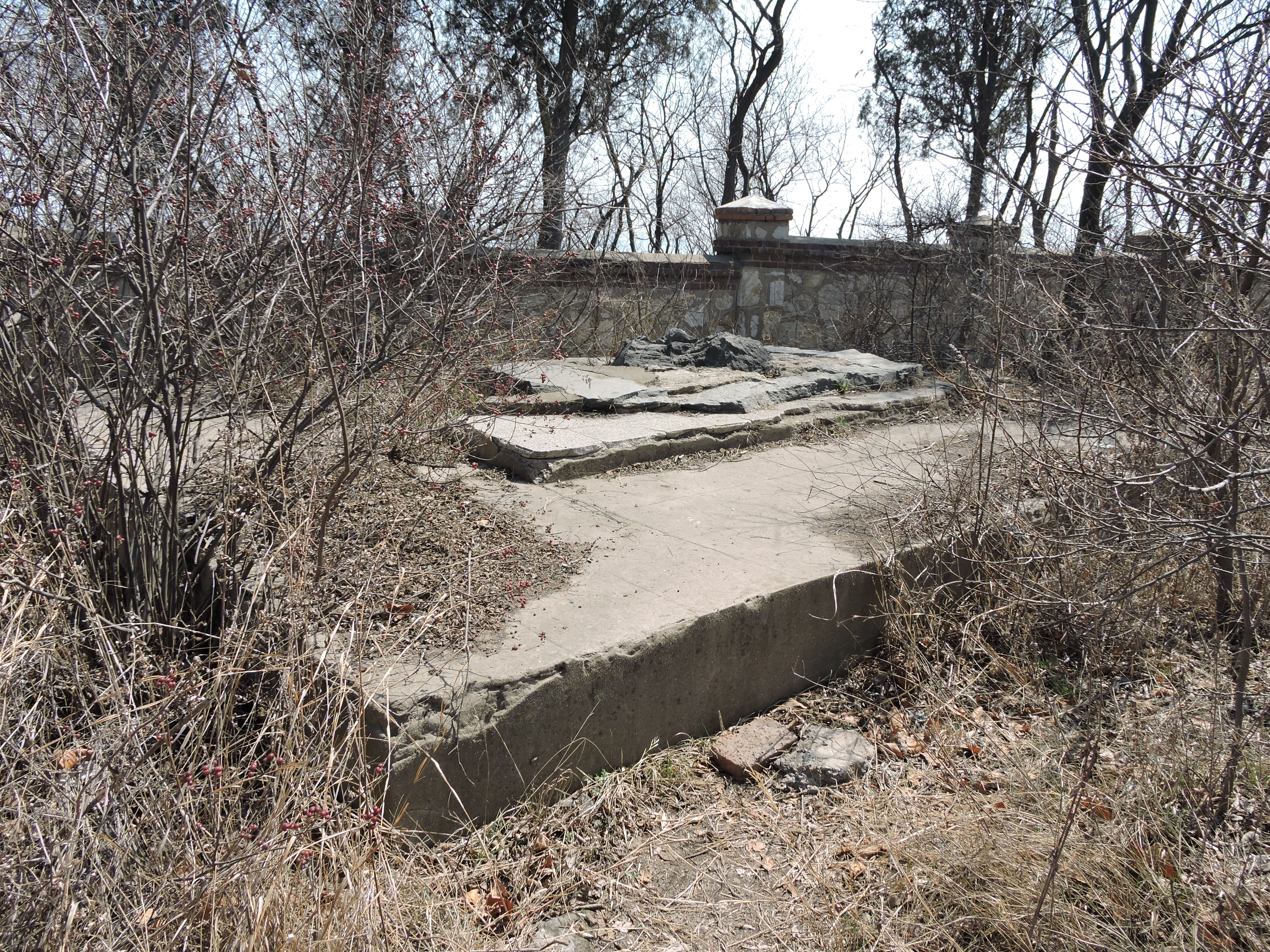
乃木希典が1904年6月6日、南山を訪れ詠んだ「金州城外斜陽に立つ」の詩碑址。南山「ソ連軍烈士陵園」の塀のすぐそばに位置する。戦後の1937年5月26日に建立された。詩碑自体は現在、旅順・日露監獄旧跡博物館の倉庫に所蔵されている。
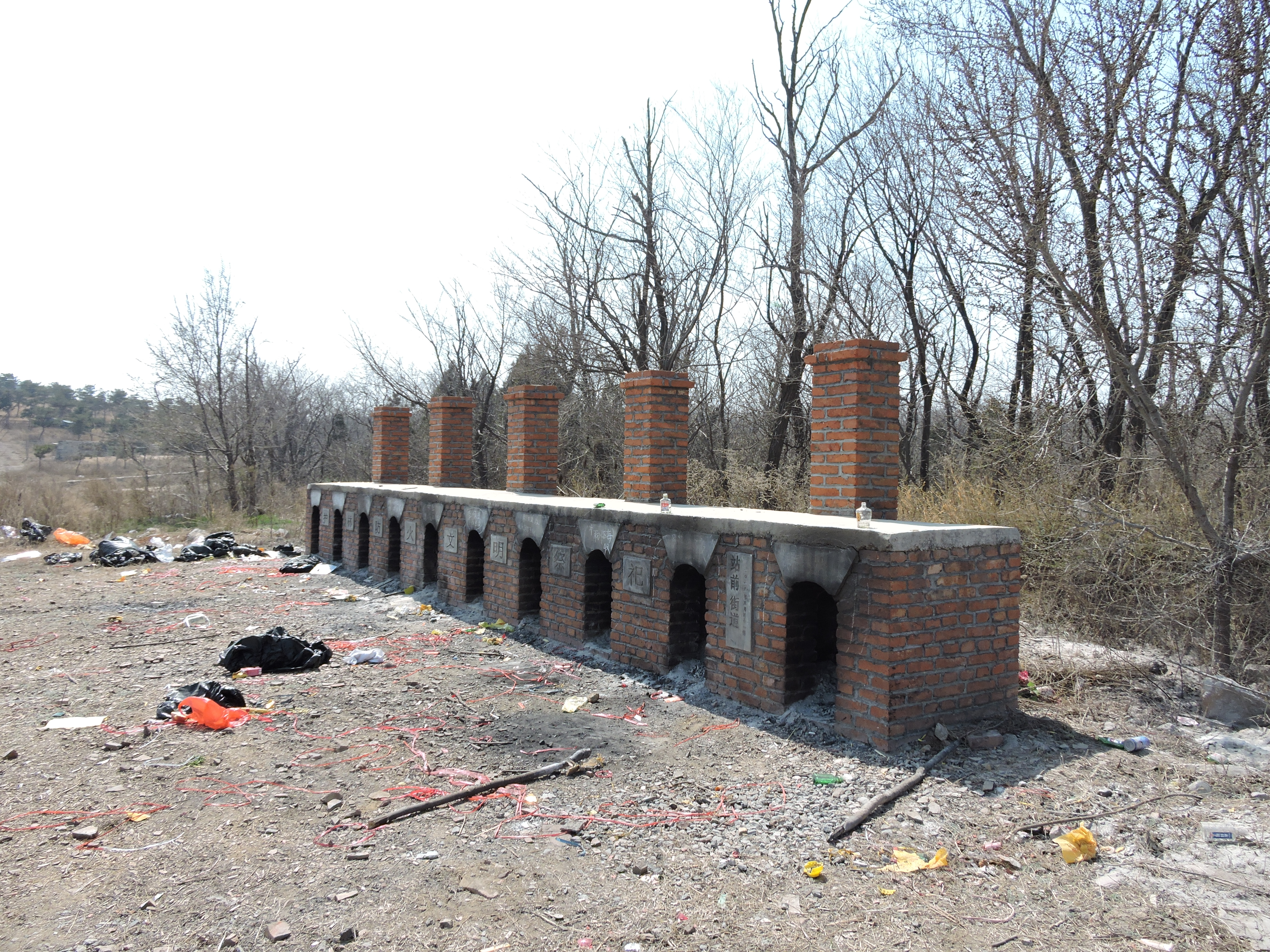
南山の南側には公共墓地「南山公墓」が広がっている。写真は冥紙（紙銭）を燃やす焚紙炉。